# 新店大碧潭商圈
新店大碧潭商圈位於新北市新店區，範圍以光明街、新店路及碧潭路為主。
由於碧潭常是過往文人雅士，賞景、渡船、賦詩的好所在，傭有豐富在地文史。而碧潭吊橋亦是許多人駐足賞景好所在，有很明確意象，碧潭吊橋等同於新店回憶。 
河濱公園整建後，規劃了自行車道、河岸親水空間等工程，將河岸空間有效利用，提供民眾休閒環境，吸引許多民眾到訪。

## 商圈特色
碧潭為臺灣八景之一，近年來發展多元遊憩活動，可漫步於步道、可於潭中踏著船，可靜靜欣賞碧潭美景。

## 週邊觀光資源
碧潭週邊具有碧潭吊橋、小赤壁、新店渡、碧潭三橋：吊橋、二高碧潭橋、碧潭大橋等，另外亦有水岸自行車道、灣潭休閒步道、獅頭山登山步道、和美山自然步道等提供休憩活動。

## 外部連結
- 新店大碧潭官方網站 （页面存档备份，存于）